# Angerona postfusca
Angerona postfusca là một loài bướm đêm trong họ Geometridae.